# Terezín (Petrov nad Desnou)
Terezín (německy Theresienthal) je osada, část obce Petrov nad Desnou v okrese Šumperk. Nachází se asi 1 km na severozápad od Petrova nad Desnou. Osadou protéká Desná. V roce 2011 zde bylo evidováno 43 adres. V roce 2001 zde trvale žilo 124 obyvatel.
Terezín leží v katastrálním území Petrov nad Desnou o výměře 12,09 km2.

## Název
Osada byla při založení pojmenována Theresient(h)al - "Terezino údolí" po hraběnce Terezii ze Žerotína. V češtině byl nejprve vytvořen tvar Terezov, od roku 1893 se užívá Terezín.

## Fotogalerie

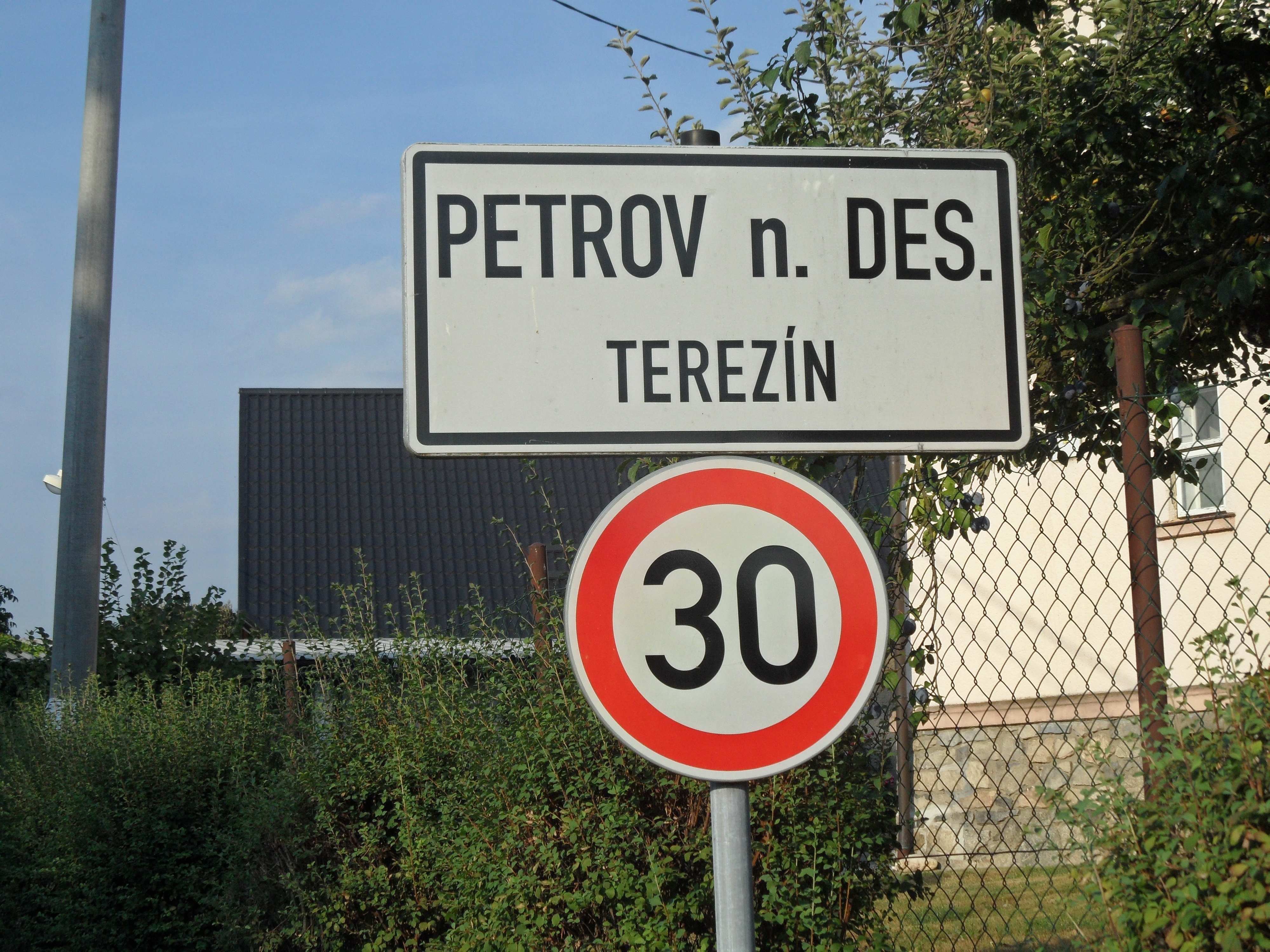
Příjezd do obce
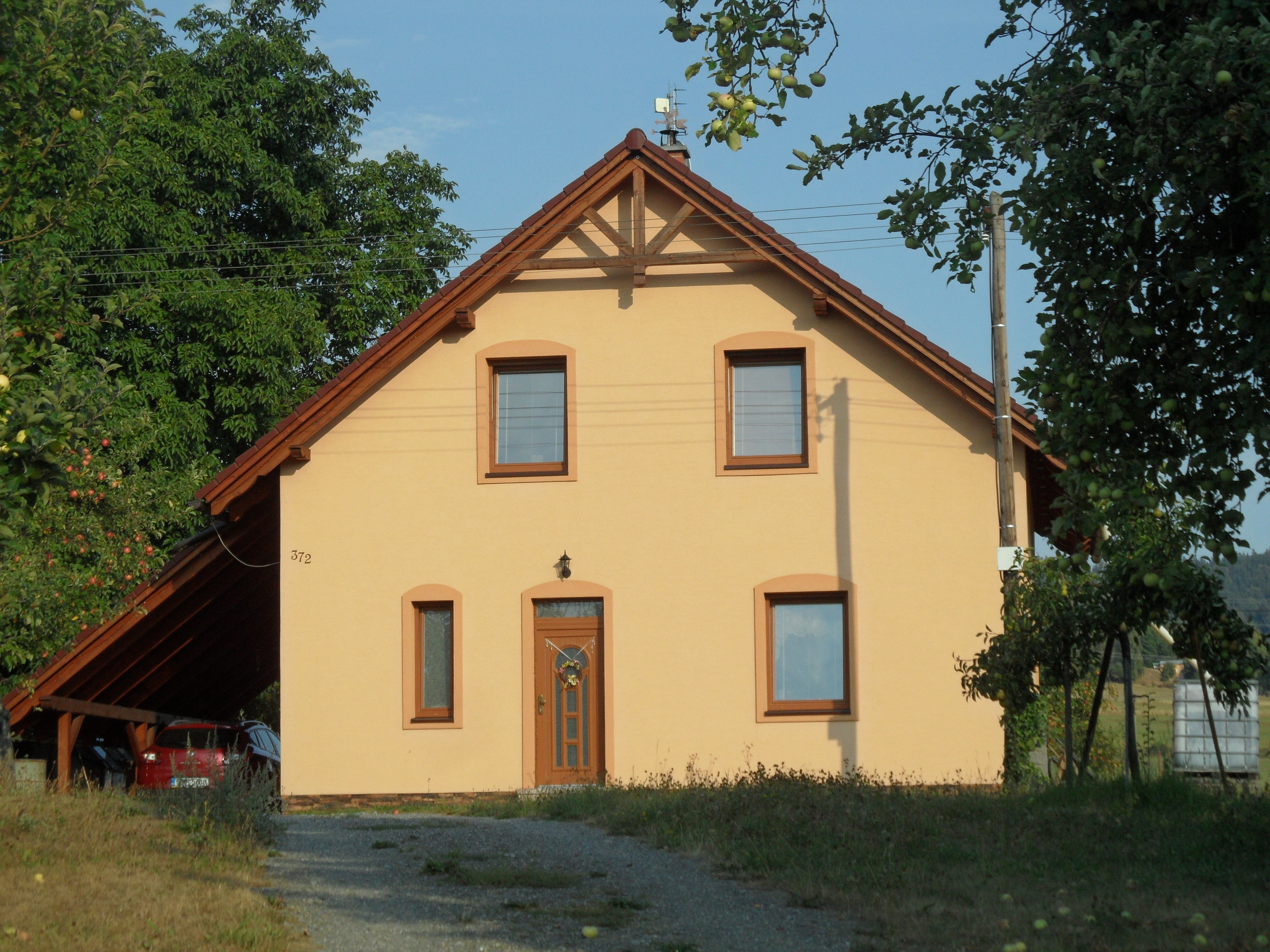
Rodinný dům
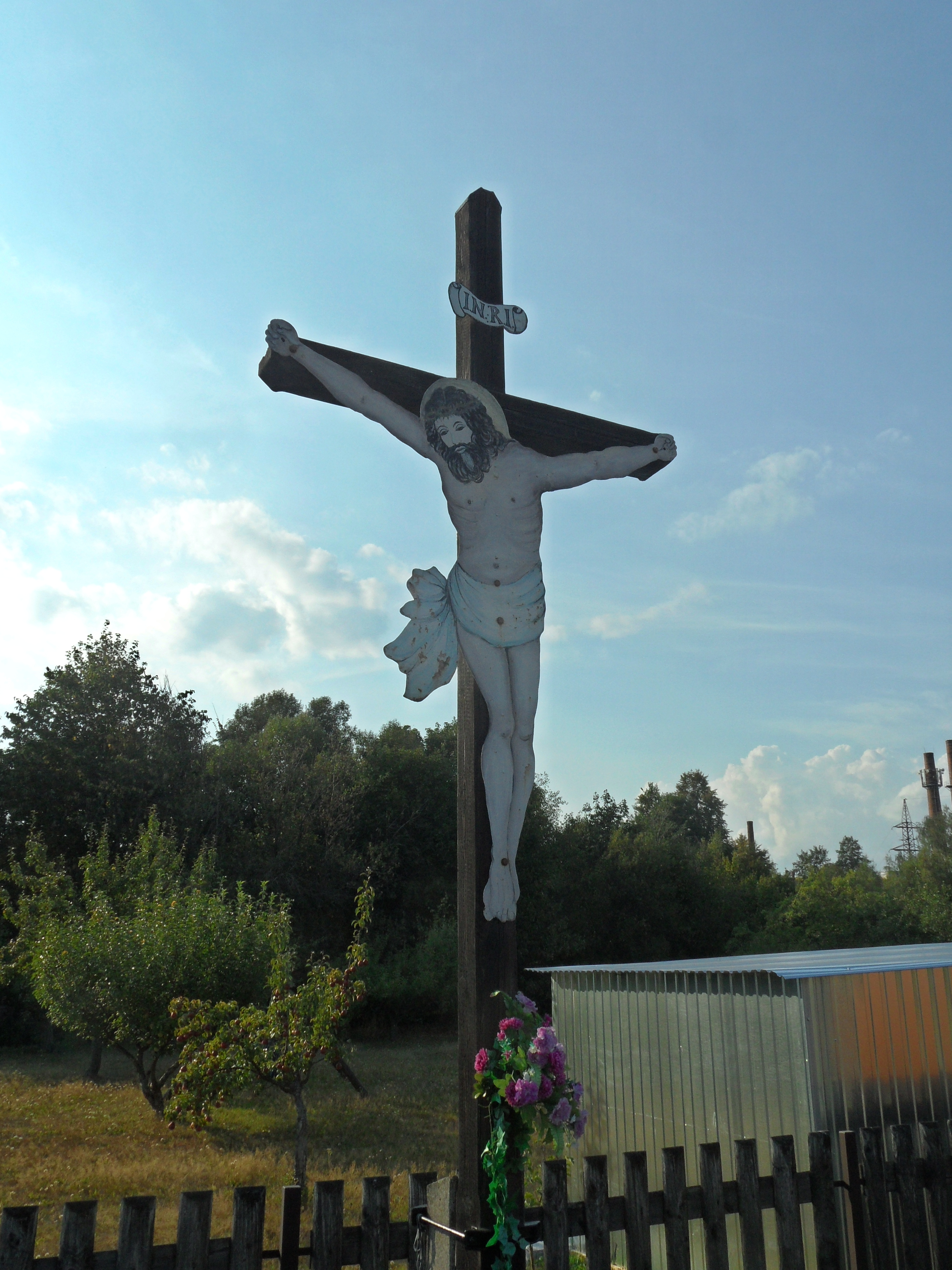
Malovaný křížek